# Jilin (provincie)
Jilin (uitspraakⓘ) (ook Kirin) is een Chinese provincie in het noordoosten in het gebied Mantsjoerije. Jilin grenst in het oosten aan Noord-Korea en Rusland, en kent zeer koude winters.
In de provincie, op de grens met het Koreaanse schiereiland, ligt de Paektusan (Lange Witte Berg), een berg met op de top het grote Hemelmeer.

## Bestuurlijke indeling
De bestuurlijke indeling van Jilin ziet er als volgt uit:
|                     |                    |                  |                              |  |  |  |  |
| Nr.                 | Naam               | Hanzi            | Hanyu Pinyin                 |  |  |  |  |
| Subprovinciale stad |                    |                  |                              |  |  |  |  |
| 1                   | Changchun          | 长春市           | Chángchūn Shì                |  |  |  |  |
| Stadsprefecturen    |                    |                  |                              |  |  |  |  |
| 2                   | Baicheng           | 白城市           | Báichéng Shì                 |  |  |  |  |
| 3                   | Baishan            | 白山市           | Báishān Shì                  |  |  |  |  |
| 4                   | Jilin              | 吉林市           | Jílín Shì                    |  |  |  |  |
| 5                   | Liaoyuan           | 辽源市           | Liáoyuán Shì                 |  |  |  |  |
| 6                   | Siping             | 四平市           | Sìpíng Shì                   |  |  |  |  |
| 7                   | Songyuan           | 松原市           | Sōngyuán Shì                 |  |  |  |  |
| 8                   | Tonghua            | 通化市           | Tōnghuà Shì                  |  |  |  |  |
| Autonome prefectuur |                    |                  |                              |  |  |  |  |
| 9                   | Yanbian (Koreaans) | 延边朝鲜族自治州 | Yánbiān Cháoxiǎnzú Zìzhìzhōu |  |  |  |  |

## Steden in provincie Jilin
- Baicheng
- Baishan
- Changchun (hoofdstad)
- Changyi
- Chaoyang
- Daan
- Dehui
- Dunhua
- Fuyu
- Gongzhuling
- Helong
- Huadian
- Hunchun
- Jiaohe
- Jilin
- Jishu
- Jiutai
- Liaoyuan
- Linjiang
- Longjing
- Meihekou
- Nong'An
- Panshi
- Qianguo
- Shulan
- Siping
- Songyuan
- Taonan
- Tumen
- Wangqing
- Yanji
- Yushu
- Zhangjiatun